# Верховинский национальный природный парк
Верховинский национальный природный парк (укр. Верховинський національний природний парк) — национальный парк, расположенный на территории Верховинского района Ивано-Франковской области (Украина).
Создан 22 января 2010 года. Площадь — 12 022,9 га.

## История
Идея о создании на территории данных природных комплексов природоохранного объекта впервые была подана в 1930 году лесником Я. Тюркот, который обращался в Львовскую дирекцию государственных лесов. В 1997 году были созданы ландшафтный заказник местного значения «Чивчино-Гринявский» площадью 7 243,0 га и гидрологический заказник местного значения «Река Чёрный Черемош с прибрежной полосой» площадью 1 740,0 га.
Верховинский национальный природный парк был создан 22 января 2010 года согласно указу Президента Украины Виктора Ющенко с целью сохранения, возобновления и рационального использования двух природных комплексов Украинских Карпат Чивчины и Гринявы, имеющих важное значение.

## Описание
Верховинский национальный природный парк расположен в верховьях приток реки Черемош Белый Черемош и Чёрный Черемош на территории Голошинского и Зелёнского сельсоветов, что на юге Верховинского района.
9 131,1 га земель государственного предприятия «Верховинское лесное хозяйство» и 2 891,8 — «Гринявское лесное хозяйство» были переданы парку в постоянное пользование.

## Природа
В Чивчинах преобладают скалистые, иногда ледниковые, формы рельефа. Северные склоны достаточно расчленены долинами притоков Чёрный Черемош и верховьев Белого Черемоша. В горах есть почти нетронутые леса (до 1300 м — буковые, до 1500 м — еловые), хорошо сохранился пояс криволесья, менее выражены субальпийские луга.
Гринявы имеют высоту примерно 1350—1400 м и покрыты преимущественно хвойными лесами (ель, пихта), выше — горные долины. Район выпасного животноводства, значительно заселён, однако сравнительно труднодоступен. Развивается экотуризм.